# 퀜틴 블레이크
퀜틴 블레이크 경(영어: Sir Quentin Blake, CBE, 1932년 12월 16일 ~ )은 잉글랜드의 아동 문학 작가, 일러스트레이터, 만화가이다. 로알드 달의 작품에 그려넣은 삽화들이 유명하다.
그는 런던에서 태어났으며 케임브리지 대학교 다우닝 칼리지에서 공부하고 런던 대학교에서 교육학 석사학위를 받았다. 1949년부터 《펀치》지의 만화가로 활동하면서 첼시 칼리지 오브 아츠와 캠버웰 칼리지 오브 아츠에서 일러스트레이션을 공부한 뒤 프리랜서로 일했다.
1980년에 그림책 《마놀리아 씨》로 케이트 그리너웨이상을 받았고, 1996년에는 《어릿광대》가 볼로냐 북페어(Bologna Children's Book Fair)에서 '올해의 어린이책'으로 선정되기도 했다.

## 서훈
- 1988년 대영 제국 훈장 4등급(OBE)[2]
- 2002년 프랑스 문예공로훈장 슈발리에
- 2005년 대영 제국 훈장 3등급(CBE)[3]
- 2007년 프랑스 문예공로훈장 오피시에
- 2013년 기사작위(Knight Bachelor) 서임[4]
- 2014년 프랑스 레지옹 도뇌르 훈장 슈발리에